# 悄無聲息
《悄無聲息》（原名：Lautlos）是德國作家法蘭克·薛慶於2000年推出的小說，繁體中文版於2009年引入。

## 故事簡介
1999年，八國集團於德國科隆舉行高峰會的前夕，科索沃戰爭爆發，結果以北約大規模空襲終結，米洛舍維奇被迫從科索沃撤軍，塞爾維亞族女殺手雅娜於是接下暗殺任務，於G8期間刺殺美國總統克林頓。雅娜一伙計劃使用激光於科隆－波昂機場 將克林頓殺死，計劃卻被物理學家歐康諾破壞。最終更發現是次暗殺並非什麼民族主義運動，而是美國內部的政治鬥爭。